# Гайново (Кимрский район)
Гайново — деревня в Кимрском районе Тверской области, входит в состав Горицкого сельского поселения.

## География
Находится в 14 км на юго-восток от центра поселения села Горицы и в 38 км на северо-запад от районного центра города Кимры близ автодороги 28К-0713 Кимры — Горицы, в 0,5 км на восток расположен Покровский погост.

## История
В 1805 году на Покровском погосте, что в Голядях близ деревни была построена каменная Покровская церковь с 3 престолами, метрические книги с 1780 года. 
В конце XIX — начале XX века деревня Гайново вместе с погостом входили в состав Стоянцевской волости Корчевского уезда Тверской губернии. 
С 1929 года деревня являлась центром Гайновского сельсовета Горицкого района Кимрского округа Московской области, с 1935 года — в составе Калининской области, с 1963 года — в составе Кимрского района, с 1994 года — в составе Кошкинского сельского округа, с 2005 года — в составе Горицкого сельского поселения.

## Население
| 1859 | 1887 | 2002 | 2008 | 2010 |
| ---- | ---- | ---- | ---- | ---- |
| 206  | ↗264 | ↘36  | ↘28  | ↘24  |

## Достопримечательности
В деревне расположена недействующая  Церковь Покрова Пресвятой Богородицы (1805).